# Halland (1682)
Halland var ett svenskt örlogsskepp med 56 kanoner, som byggdes 1682 under ledning av skeppsbyggmästyare Terner på Kalmar amiralitetsvarv. Fartyget deltog i expeditionen mot Danmark 1700 samt i 1719–1721 års Stockholmseskader. Hon sänktes 1722 utanför Djurgården, mot Fjäderholmarna, i Stockholm.

## Se även

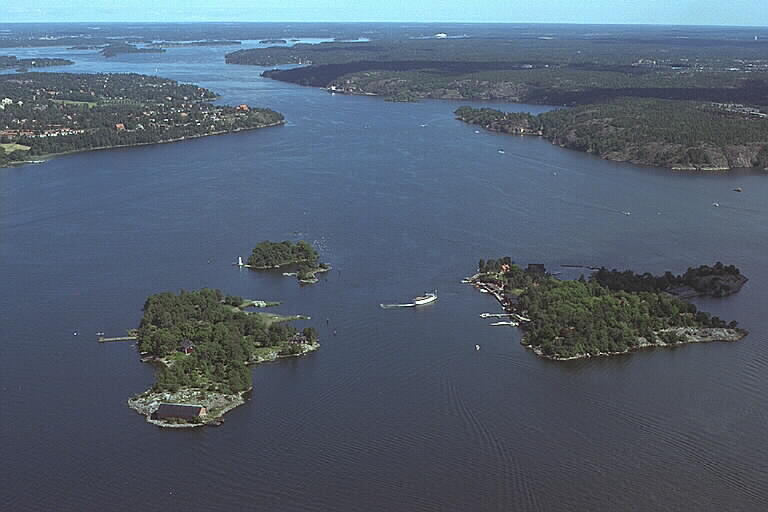
Här någonstans på Saltsjöns botten vid Fjäderholmarna ligger vraket efter Halland.